# Alvorada do Sul
Alvorada do Sul är en kommun i Brasilien.   Den ligger i delstaten Paraná, i den södra delen av landet, 900 km söder om huvudstaden Brasília. Antalet invånare är 10 298. Alvorada do Sul ligger vid sjön Reservatório Capivara.
Trakten runt Alvorada do Sul består till största delen av jordbruksmark. Runt Alvorada do Sul är det ganska glesbefolkat, med 34 invånare per kvadratkilometer.